# Internazionali Femminili di Palermo 2023
Gli Internazionali Femminili di Palermo 2023, conosciuti anche come Palermo Ladies Open, sono stati un torneo femminile di tennis giocato sulla terra rossa. Si è giocata la 31ª edizione del torneo, che fa parte della categoria WTA 250 nell'ambito del WTA Tour 2023. Si è svolta al Country Time Club di Palermo in Italia, dal 17 al 23 luglio 2023.

## Partecipanti

### Teste di serie
| Nazionalità | Giocatrice             | Ranking* | Testa di serie |
| ----------- | ---------------------- | -------- | -------------- |
| Russia      | Dar'ja Kasatkina       | 10       | 1              |
| Cina        | Zheng Qinwen           | 25       | 2              |
| Egitto      | Mayar Sherif           | 31       | 3              |
| Italia      | Elisabetta Cocciaretto | 43       | 4              |
| Italia      | Jasmine Paolini        | 44       | 5              |
| Italia      | Lucia Bronzetti        | 47       | 6              |
| Stati Uniti | Emma Navarro           | 55       | 7              |
| Austria     | Julia Grabher          | 58       | 8              |

* Ranking al 3 luglio 2023.

### Altre partecipanti
Le seguenti giocatrici hanno ricevuto una wild card per il tabellone principale:
- Fiona Ferro
- Camilla Rosatello
- Zheng Qinwen

Le seguenti giocatrici sono passate dalle qualificazioni:

- Tessah Andrianjafitrimo
- Nuria Brancaccio
- Tat'jana Prozorova
- Mia Ristić
- Eva Vedder
- Aurora Zantedeschi

Le seguenti giocatrici sono entrate nel tabellone principale come lucky loser:
- Francesca Curmi
- Sof'ja Lansere

### Ritiri
Prima del torneo
- Anna-Lena Friedsam → sostituita da  Francesca Curmi
- Elizabeth Mandlik → sostituita da  Lucrezia Stefanini
- Alycia Parks → sostituita da  Viktorija Golubic
- Lucrezia Stefanini → sostituita da  Sof'ja Lansere
- Elina Svitolina → sostituita da  Dajana Jastrems'ka
- Ajla Tomljanović → sostituita da  Anastasija Pavljučenkova

## Partecipanti al doppio

### Teste di serie
| Nazione   | Giocatrice     | Nazione       | Giocatrice           | Rank* | Teste di serie |
| --------- | -------------- | ------------- | -------------------- | ----- | -------------- |
|           | Jana Sizikova  | Belgio        | Kimberley Zimmermann | 90    | 1              |
| Estonia   | Ingrid Neel    | Taipei cinese | Wu Fang-hsien        | 114   | 2              |
| Spagna    | Cristina Bucșa | Paesi Bassi   | Bibiane Schoofs      | 172   | 3              |
| Venezuela | Andrea Gámiz   | Paesi Bassi   | Eva Vedder           | 198   | 4              |

* Ranking al 3 luglio 2023.

## Campionesse

### Singolare
Zheng Qinwen ha sconfitto in finale  Jasmine Paolini con il punteggio di 6-4, 1-6, 6-1.
- É il secondo titolo in carriera per Zheng, il primo della stagione.

### Doppio
Jana Sizikova /  Kimberley Zimmermann hanno sconfitto in finale  Angelica Moratelli /  Camilla Rosatello con il punteggio di 6-2, 6-4.